# 石原誠
石原 誠（いしはら まこと、1879年（明治12年）5月18日 - 1938年（昭和13年）12月11日）は日本の生理学者、医学博士。

## 経歴
兵庫県伊丹出身。1901年（明治34年）東京帝国大学医科大学卒。当初、内科医を目指すものの中耳炎のため聴診・打診に支障をきたしたため生理学に転向する。卒業後、欧州留学（マールブルク、ウィーン）を命ぜられ、留学中に京都帝国大学福岡医科大学助教授に任官される。1906年9月同大学教授に就任する。
1911年（明治44年）に日本で初めて心電図を記録するなど心臓の自働性の研究（心臓前房の電流曲線の研究）に業績を上げ、この分野において石原は世界的権威として知られた。コイやフナの血清学的研究などで知られた。また九州大学医学部の基礎を作った。
1938年（昭和13年）12月11日、肺癌のため逝去、墓所は多磨霊園に存在する。
没後の1939年にノーベル生理学・医学賞の候補に挙がっていたものの、この時点で石原は亡くなっていた。仮に受賞対象となっていたとしても「ノーベル賞は死亡者には授賞しない」という規定があり、石原の受賞は不可能であった。
弟は石原修 (1885-1947)。父は石原亮。

## 著書
- 石原誠『生理学実習』博文館、1913年
- 石原誠著、石原正之編『一般生理学より』 克誠堂、1940年